# فيودوسيا
فيودوسيا أو كَفَة (بالأوكرانية: Феодосія، بتتار القرم: Kefe، بالروسية: Феодосия، بالأرمينية: Թեոդոսիա) هي مدينة ساحلية وميناء ومنتجع يقع في شبه جزيرة القرم على ساحل البحر الأسود بأوكرانيا، على البحر الأسود. يأتي اسمها من «ثيودوسيا» (باليونانية: Θεοδοσία) حيث أسسها بالأصل الإغريق. كانت المدينة تُعرف خلال معظم تاريخها باسم «كافا» (بالليغورية: Cafà). يبلغ عدد سكانها بحسب إحصاء عام 2014 69,145 نسمة. فيودوسيا هي مركز بلدية فيودوسيا وهي إحدى البديات التي تتألف منها القرم.
تشهد المنطقة منذ أوائل 2014م أزمة سياسية بعدما قامت القوات المسلحة الروسية ببسط سيطرتها على شبه الجزيرة، واجرت استفتاء من بعده ضمت شبه الجزيرة إلى قوام روسيا الاتحادية والذي اعتبرته اوكرانيا ومعها المجتمع الدولي احتلال وتعدي على سيادة اوكرانيا ووحدة اراضيها.

## المناخ
يظهر الجدول التالي التغييرات المناخية على مدار السنة لفيودوسيا:
| البيانات المناخية لـفيودوسيا                                       | البيانات المناخية لـفيودوسيا | البيانات المناخية لـفيودوسيا | البيانات المناخية لـفيودوسيا | البيانات المناخية لـفيودوسيا | البيانات المناخية لـفيودوسيا | البيانات المناخية لـفيودوسيا | البيانات المناخية لـفيودوسيا | البيانات المناخية لـفيودوسيا | البيانات المناخية لـفيودوسيا | البيانات المناخية لـفيودوسيا | البيانات المناخية لـفيودوسيا | البيانات المناخية لـفيودوسيا | البيانات المناخية لـفيودوسيا |
| الشهر                                                              | يناير                        | فبراير                       | مارس                         | أبريل                        | مايو                         | يونيو                        | يوليو                        | أغسطس                        | سبتمبر                       | أكتوبر                       | نوفمبر                       | ديسمبر                       | المعدل السنوي                |
| ------------------------------------------------------------------ | ---------------------------- | ---------------------------- | ---------------------------- | ---------------------------- | ---------------------------- | ---------------------------- | ---------------------------- | ---------------------------- | ---------------------------- | ---------------------------- | ---------------------------- | ---------------------------- | ---------------------------- |
| الدرجة القصوى °م (°ف)                                              | 19.1 (66.4)                  | 18.6 (65.5)                  | 27.2 (81.0)                  | 27.5 (81.5)                  | 31.9 (89.4)                  | 35.0 (95.0)                  | 38.8 (101.8)                 | 38.9 (102.0)                 | 33.3 (91.9)                  | 29.0 (84.2)                  | 26.9 (80.4)                  | 21.8 (71.2)                  | 38.9 (102.0)                 |
| متوسط درجة الحرارة الكبرى °م (°ف)                                  | 4.7 (40.5)                   | 5.1 (41.2)                   | 8.5 (47.3)                   | 14.6 (58.3)                  | 20.7 (69.3)                  | 25.7 (78.3)                  | 29.0 (84.2)                  | 28.8 (83.8)                  | 23.2 (73.8)                  | 17.0 (62.6)                  | 10.8 (51.4)                  | 6.6 (43.9)                   | 16.2 (61.2)                  |
| المتوسط اليومي °م (°ف)                                             | 1.8 (35.2)                   | 1.7 (35.1)                   | 4.9 (40.8)                   | 10.6 (51.1)                  | 16.2 (61.2)                  | 21.1 (70.0)                  | 24.1 (75.4)                  | 23.8 (74.8)                  | 18.7 (65.7)                  | 13.0 (55.4)                  | 7.5 (45.5)                   | 3.7 (38.7)                   | 12.3 (54.1)                  |
| متوسط درجة الحرارة الصغرى °م (°ف)                                  | −0.8 (30.6)                  | −1.1 (30.0)                  | 2.0 (35.6)                   | 7.2 (45.0)                   | 12.3 (54.1)                  | 16.8 (62.2)                  | 19.8 (67.6)                  | 19.6 (67.3)                  | 14.6 (58.3)                  | 9.6 (49.3)                   | 4.7 (40.5)                   | 1.2 (34.2)                   | 8.8 (47.8)                   |
| أدنى درجة حرارة °م (°ف)                                            | −25.0 (−13.0)                | −25.1 (−13.2)                | −14.0 (6.8)                  | −5.5 (22.1)                  | 1.1 (34.0)                   | 5.0 (41.0)                   | 9.1 (48.4)                   | 9.4 (48.9)                   | 1.4 (34.5)                   | −11.2 (11.8)                 | −14.9 (5.2)                  | −18.6 (−1.5)                 | −25.1 (−13.2)                |
| الهطول مم (إنش)                                                    | 37 (1.5)                     | 41 (1.6)                     | 42 (1.7)                     | 37 (1.5)                     | 38 (1.5)                     | 43 (1.7)                     | 31 (1.2)                     | 49 (1.9)                     | 45 (1.8)                     | 38 (1.5)                     | 48 (1.9)                     | 49 (1.9)                     | 497 (19.6)                   |
| متوسط الأيام الممطرة                                               | 12                           | 8                            | 10                           | 11                           | 9                            | 7                            | 7                            | 6                            | 9                            | 8                            | 12                           | 12                           | 111                          |
| متوسط الأيام المثلجة                                               | 8                            | 8                            | 6                            | 0.3                          | 0.1                          | 0                            | 0                            | 0                            | 0                            | 0.1                          | 2                            | 6                            | 31                           |
| متوسط الرطوبة النسبية (%)                                          | 82                           | 80                           | 79                           | 75                           | 71                           | 69                           | 64                           | 64                           | 70                           | 77                           | 81                           | 83                           | 75                           |
| ساعات سطوع الشمس الشهرية                                           | 63                           | 72                           | 129                          | 182                          | 252                          | 283                          | 308                          | 287                          | 246                          | 166                          | 85                           | 51                           | 2٬124                        |
| المصدر #1: Pogoda.ru.net.                                          |                              |                              |                              |                              |                              |                              |                              |                              |                              |                              |                              |                              |                              |
| المصدر #2: الإدارة الوطنية للمحيطات والغلاف الجوي (sun, 1961−1990) |                              |                              |                              |                              |                              |                              |                              |                              |                              |                              |                              |                              |                              |

## معرض صور

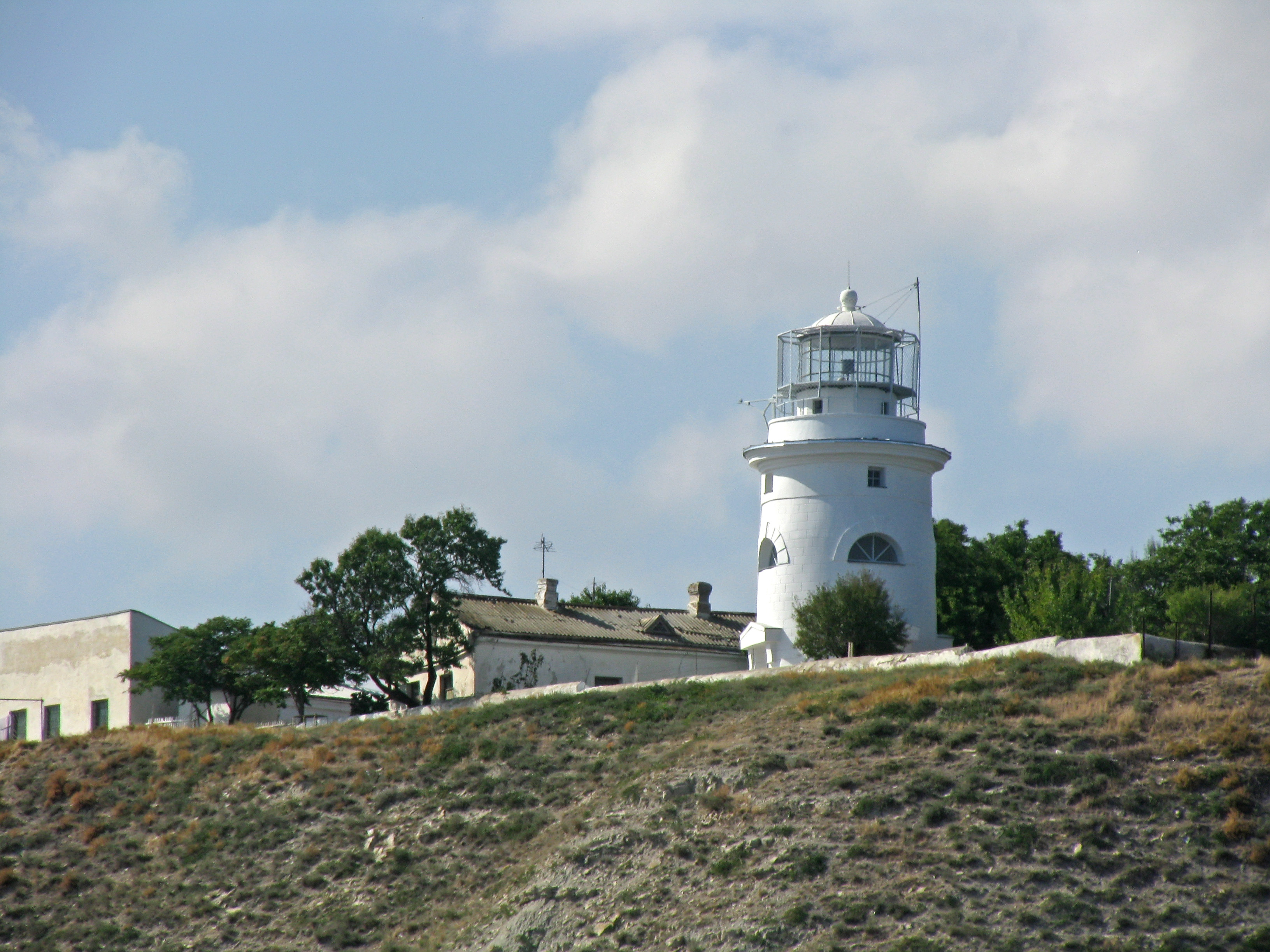
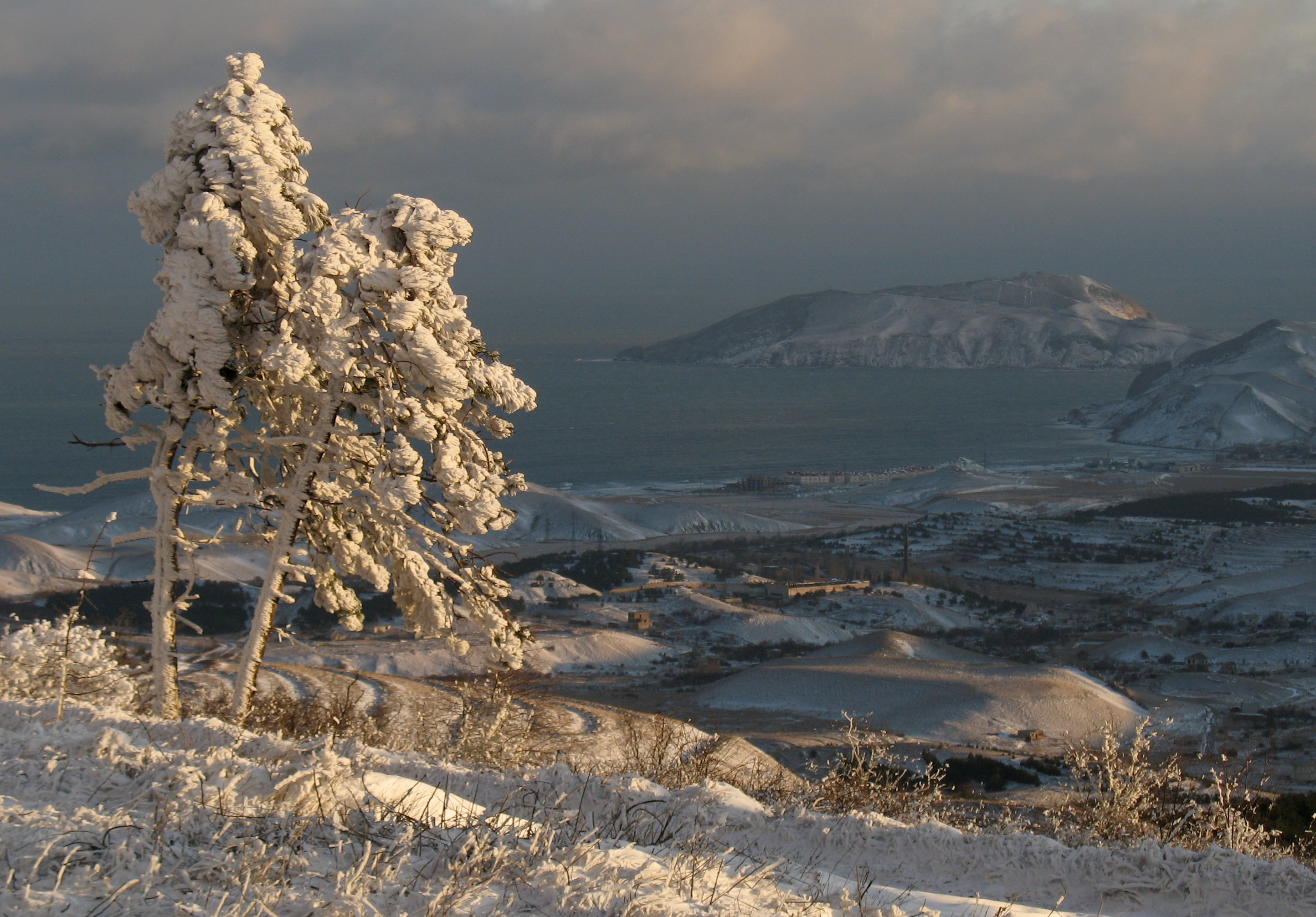
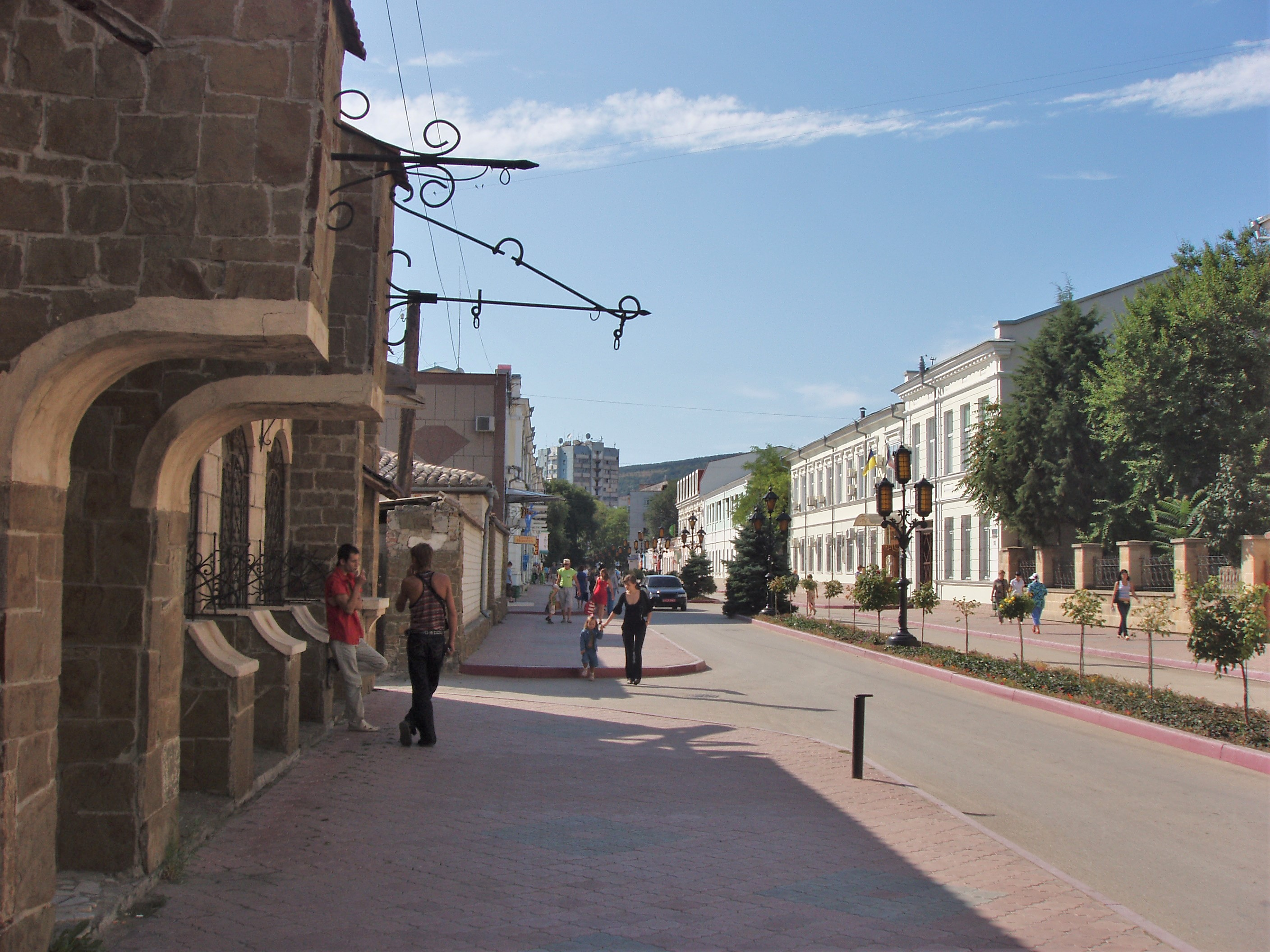
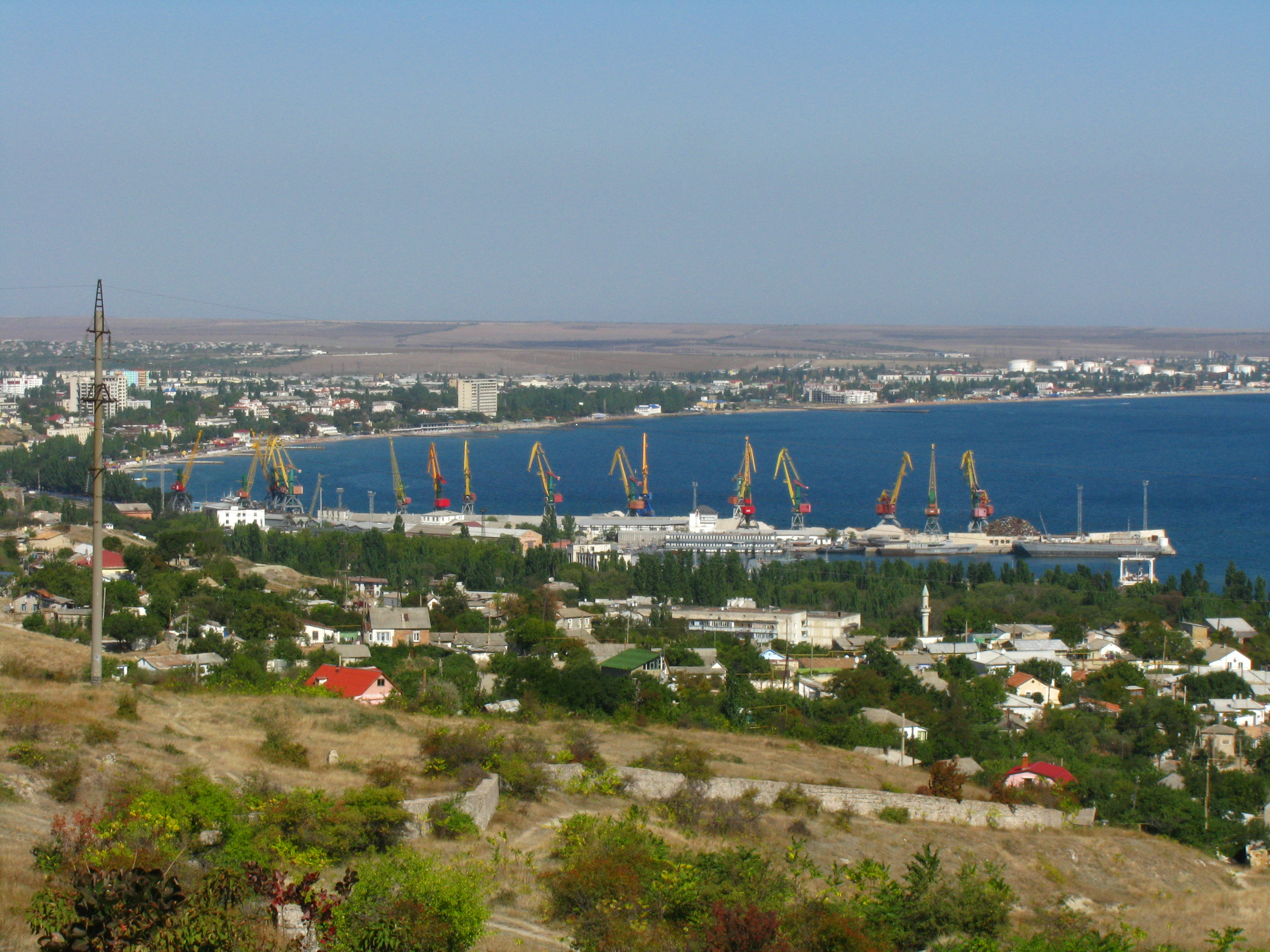
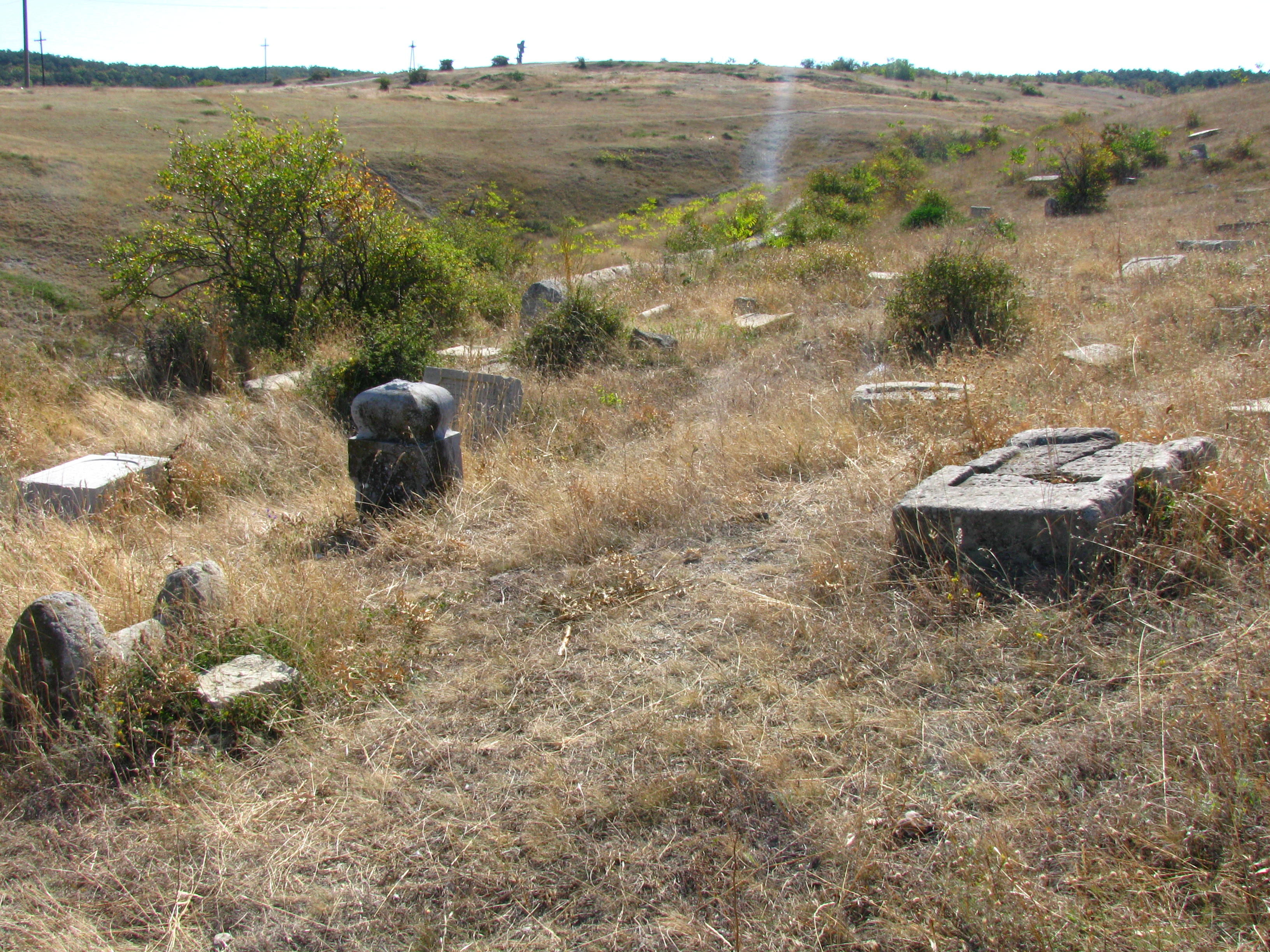

## توأمة
لفيودوسيا اتفاقيات توأمة مع كل من:
- الرملة
- آزوف
- كووبجك
- أرمافير
- كورسك
- كرنشتات
- ستافروبول (22 نوفمبر 2002 - )[11]

## أعلام
- سيرجي ديريفيانشينكو
- سيرهي هورودينيشوف
- إيفان إيفازوفسكي

## مقالات ذات صلة
- ضم الاتحاد الروسي للقرم
- التدخل العسكري الروسي في أوكرانيا
- أوبلاستات أوكرانيا